# 魔法黑森林 (电影原声带)
《魔法黑森林》（英語：Into the Woods）是2014年华特迪士尼影片出品的同名音乐奇幻电影的原声专辑。专辑中的音乐由史蒂芬·桑坦作词作曲，梅丽尔·斯特里普、艾米莉·布朗特、詹姆斯·柯登、安娜·肯德里克、克里斯·潘恩、约翰尼·德普、丹尼尔·赫特尔斯通、莉拉·克劳馥、麦肯齐·莫兹、特蕾西·厄尔曼、克莉絲汀·巴倫絲基、塔米·布兰查德和露西·潘克等影片中的演员倾情献唱。
華特迪士尼唱片于2014年12月16日发行了两个版本的原声带：单碟传统版和双碟数码包装豪华版。华特迪士尼唱片公司随后于2015年1月15日发行了原声带的器乐版本。